# New Basket Brindisi 2012-2013
Questa voce raccoglie le informazioni riguardanti la New Basket Brindisi nelle competizioni ufficiali della stagione 2012-2013.

## Stagione
La stagione 2012-2013 della New Basket Brindisi, sponsorizzata Enel partecipa per la 2ª volta al campionato di Serie A, chiude la stagione regolare all'11º posto con 11V e 19P, 2441 punti fatti e 2483 subiti e partecipa per la 1ª volta alle Final Eight di Coppa Italia.
All'inizio della nuova stagione la Lega Basket decise di modificare il regolamento riguardo al numero di giocatori stranieri da schierare contemporaneamente in campo. Si decise così di optare per la scelta della formula con 5 giocatori stranieri senza vincoli.

## Roster
| Enel Brindisi 2012-13 | Enel Brindisi 2012-13 |
| Giocatori             | Staff tecnico         |
| --------------------- | --------------------- |

| N. | Naz.                                         | Ruolo | Nome               | Anno | Alt.   | Peso   |  |
| -- | -------------------------------------------- | ----- | ------------------ | ---- | ------ | ------ |  |
| 4  | Stati Uniti (bandiera) · Italia (bandiera)   | AP    | Jeff Viggiano      | 1984 | 197 cm | 99 kg  |  |
| 6  | Stati Uniti (bandiera)                       | AG    | Antywane Robinson  | 1984 | 203 cm | 100 kg |  |
| 7  | Stati Uniti (bandiera)                       | PG    | Scottie Reynolds   | 1987 | 188 cm | 95 kg  |  |
| 9  | Italia (bandiera)                            | G     | Matteo Formenti    | 1982 | 194 cm | 90 kg  |  |
| 12 | Italia (bandiera)                            | P     | Robert Fultz       | 1982 | 189 cm | 86 kg  |  |
| 13 | Albania (bandiera) · Italia (bandiera)       | AP    | Klaudio Ndoja (C)  | 1985 | 200 cm | 94 kg  |  |
| 14 | Stati Uniti (bandiera) · Bulgaria (bandiera) | AC    | Cedric Simmons     | 1986 | 206 cm | 107 kg |  |
| 15 | Italia (bandiera)                            | GA    | Daniele Pacella    | 1994 | 193 cm | 76 kg  |  |
| 16 | Italia (bandiera)                            | GA    | Alessandro Porfido | 1993 | 193 cm | 76 kg  |  |
| 19 | Italia (bandiera)                            | AG    | Andrea Zerini      | 1988 | 205 cm | 110 kg |  |
| 22 | Stati Uniti (bandiera)                       | PG    | Jonathan Gibson    | 1987 | 188 cm | 82 kg  |  |
| 23 | Italia (bandiera)                            | G     | Mirza Alibegović   | 1992 | 195 cm | 85 kg  |  |
| 34 | Italia (bandiera)                            | G     | Antonio Rosato     | 1995 | 190 cm | 80 kg  |  |
| 35 | Italia (bandiera)                            | AP    | Elio Preite        | 1994 | 196 cm | 82 kg  |  |
| 45 | Stati Uniti (bandiera)                       | C     | Jerai Grant        | 1989 | 203 cm | 100 kg |  |

| Allenatore                                         |
| - Piero Bucchi                                     |
| Assistente/i                                       |
| - Daniele Michelutti Legenda - (C) Capitano Roster |

Budget complessivo = 4.482K € (Bilancio depositato presso la CCIAA di Brindisi)

### Staff tecnico e dirigenziale
- Allenatore: Piero Bucchi
- Assistente: Daniele Michelutti
- Preparatore atletico: Marco Sist
- Fisioterapista: Salvatore Caiulo
- Massaggiatore: Rino Longo
- Medico: Alessandro Manca
- Medico: Piero Gioia
- Medico: Giuseppe D'Andria

- Presidente onorario: Massimo Ferrarese
- Presidente: Fernando Marino
- Vice presidente: Luigi Bagnato
- Direttore generale: Santi Puglisi
- Direttore sportivo: Renato Nicolai
- Team manager: Maurizio Carone
- Resp.le ufficio stampa: Giampiero Lofoco
- Resp.le marketing e Comunicazione: Enrica Ignazzi
- Resp.le sito web/Webmaster: Giovanni Membola
- Resp.le segreteria: Carlo Guadalupi
- Resp.le amministrativo: Attilio Camassa
- Resp.le amm.vo settore giovanile: Claudio Olivieri
- Resp.le settore giovanile: Claudio Olivieri
- Addetto agli arbitri:  Maurizio Carone
- Responsabile servizio statistiche: Claudio Quarta
- Responsabile servizio statistiche: Eupremio Pignataro
- Magazzinieri: Carmine Parisi e Rino Viva
- Resp.le struttura palasport: Vito Ponzo

## Mercato

### Sessione estiva
| Arrivi | Arrivi            | Arrivi        | Arrivi     |
| R      | Nome              | da            | Modalità   |
| ------ | ----------------- | ------------- | ---------- |
| AG     | Antywane Robinson | Erdemirspor   | definitivo |
| AP     | Jeff Viggiano     | Pall. Treviso | definitivo |
| P      | Robert Fultz      | Teramo Basket | definitivo |
| C      | Jerai Grant       | Sydney Kings  | definitivo |
| PG     | Scottie Reynolds  | Antalya Kepez | definitivo |
| AC     | Cedric Simmons    | Estudiantes   | definitivo |

| Partenze | Partenze             | Partenze       | Partenze                  |
| R        | Nome                 | a              | Modalità                  |
| -------- | -------------------- | -------------- | ------------------------- |
| G        | Kōstas Charalampidīs | PAOK Salonicco | fine contratto            |
| AG       | Craig Callahan       | Barcellona     | fine contratto            |
| PG       | Marco Giuri          | Barcellona     | fine contratto            |
| AP       | Matteo Maestrello    | A. Costa Imola | fine contratto            |
| C        | Jakub Wojciechowski  | PMS Torino     | fine contratto            |
| C        | Dejan Borovnjak      | Drama          | risoluzione del contratto |
| P        | Alex Renfroe         | Valladolid     | fine contratto            |

### Dopo l'inizio della stagione
| Acquisti | Acquisti         | Acquisti       | Acquisti     | Acquisti   |
| R.       | Nome             | da             | data         | Modalità   |
| -------- | ---------------- | -------------- | ------------ | ---------- |
| G        | Mirza Alibegović | Pistoia Basket | 1 marzo 2013 | definitivo |

| Cessioni | Cessioni | Cessioni | Cessioni | Cessioni |
| R.       | Nome     | a        | data     | Modalità |
| -------- | -------- | -------- | -------- | -------- |

## Risultati

### Serie A

#### Regular season

##### Girone di andata
| Arbitri: | Enrico Sabetta (Termoli) Gabriele Bettini (Bologna) Giorgio Provini (Campoformido) |

|                                            |            |                                   |
| J. Gibson 34 A. Robinson 19 J. Viggiano 18 | Punti      | 32 E. Ere 27 A. Banks 15 M. Green |
| S. Reynolds, J. Gibson 3                   | Assist     | 6 M. Green                        |
| A. Robinson, J. Grant 7                    | Rimbalzi   | 13 B. Dunston                     |
| Piero Bucchi                               | Allenatori | Frank Vitucci                     |

| Arbitri: | Luigi Lamonica (Roseto degli Abruzzi) Carmelo Lo Guzzo (Pisa) Davide Ramilli (Forlì) |

|                                  |            |                                            |
| B. Brown 18 D. Moss 15 B. Eze 12 | Punti      | 17 J. Gibson 11 J. Viggiano 10 M. Formenti |
| D. Hackett 7                     | Assist     | 3 S. Reynolds                              |
| B. Eze 11                        | Rimbalzi   | 6 C. Simmons                               |
| Luca Banchi                      | Allenatori | Piero Bucchi                               |

| Arbitri: | Gianluca Mattioli (Pesaro) Luca Weidmann (Campobasso) Alessandro Terreni (Vicenza) |

|                                                  |            |                                         |
| J. Gibson 21 K. Ndoja 13 S. Reynolds 10          | Punti      | 30 L. Harris 19 J. Jackson 9 A. Johnson |
| S. Reynolds, M. Formenti, R. Fultz, C. Simmons 2 | Assist     | 3 A. Johnson                            |
| C. Simmons 9                                     | Rimbalzi   | 6 J. Jackson                            |
| Piero Bucchi                                     | Allenatori | Attilio Caja                            |

| Arbitri: | Tolga Sahin (Messina) Massimiliano Filippini (San Lazzaro) Evangelista Caiazza (Arzano) |

|                                     |            |                                         |
| J. Tabu 18 P. Aradori 14 A. Tyus 13 | Punti      | 33 S. Reynolds 14 J. Gibson 12 J. Grant |
| M. Mark'oishvili 4                  | Assist     | 4 R. Fultz                              |
| A. Tyus 7                           | Rimbalzi   | 9 C. Simmons                            |
| Andrea Trinchieri                   | Allenatori | Piero Bucchi                            |

| Arbitri: | Luigi Lamonica (Roseto degli Abruzzi) Gabriele Bettini (Bologna) Alessandro Martolini (Roma) |

|                                          |            |                                         |
| A. Robinson 16 J. Gibson 12 A. Zerini 11 | Punti      | 26 Y. Diawara 18 K. Clark 9 E. Williams |
| J. Gibson 3                              | Assist     | 5 K. Clark                              |
| A. Robinson 6                            | Rimbalzi   | 11 Y. Diawara                           |
| Piero Bucchi                             | Allenatori | Andrea Mazzon                           |

| Arbitri: | Carmelo Paternicò (Piazza Armerina) Luca Weidmann (Campobasso) Emanuele Aronne (Viterbo) |

|                                             |            |                                           |
| T. Diener 16 M. Ignerski 13 B. Sacchetti 12 | Punti      | 21 A. Robinson 19 J. Gibson 14 C. Simmons |
| T. Diener 5                                 | Assist     | 12 S. Reynolds                            |
| M. Ignerski, B. Sacchetti 5                 | Rimbalzi   | 7 A. Robinson                             |
| Meo Sacchetti                               | Allenatori | Piero Bucchi                              |

| Arbitri: | Gianluca Mattioli (Pesaro) Saverio Lanzarini (Bologna) Evangelista Caiazza (Arzano) |

|                                          |            |                                         |
| S. Reynolds 20 J. Gibson 15 C. Simmons 9 | Punti      | 17 L. Mack 11 A. Barbour 9 A. Crosariol |
| R. Fultz 3                               | Assist     | 4 D. Cavaliero                          |
| C. Simmons 9                             | Rimbalzi   | 11 A. Crosariol                         |
| Piero Bucchi                             | Allenatori | Giampiero Ticchi                        |

| Arbitri: | Luigi Lamonica (Roseto degli Abruzzi) Emanuele Aronne (Viterbo) Mark Bartoli (Trieste) |

|                                            |            |                                         |
| J. Gibson 31 A. Robinson 16 S. Reynolds 12 | Punti      | 27 C. Burns 13 D. Cinciarini 11 T. Slay |
| S. Reynolds 5                              | Assist     | 4 R. Steele                             |
| A. Robinson 6                              | Rimbalzi   | 5 K. Johnson                            |
| Piero Bucchi                               | Allenatori | Charlie Recalcati                       |

| Arbitri: | Paolo Taurino (Vignola) Paolo Quacci (Albuzzano) Denny Borgioni (Roma) |

|                                             |            |                                           |
| M. Shakur 26 L. Johnson 15 J. Richardson 14 | Punti      | 21 J. Viggiano 14 J. Gibson 8 S. Reynolds |
| M. Shakur 6                                 | Assist     | 11 S. Reynolds                            |
| L. Johnson 18                               | Rimbalzi   | 8 A. Robinson                             |
| Gianluca Tucci                              | Allenatori | Piero Bucchi                              |

| Arbitri: | Enrico Sabetta (Termoli) Luca Weidmann (Campobasso) Alessandro Martolini (Roma) |

|                                          |            |                                            |
| D. James 17 D. Taylor 14 A. Cinciarini 8 | Punti      | 20 A. Robinson 14 S. Reynolds 12 J. Gibson |
| D. Taylor 4                              | Assist     | 3 S. Reynolds, R. Fultz                    |
| A. Cinciarini 8                          | Rimbalzi   | 9 J. Grant                                 |
| Massimiliano Menetti                     | Allenatori | Piero Bucchi                               |

| Arbitri: | Roberto Begnis (Crema) Mauro Pozzana (Udine) Gianluca Sardella (Rimini) |

|                                   |            |                                                         |
| Gibson 25 Viggiano 16 Reynolds 12 | Punti      | 13 Mordente 12 Mavraides 9 Michelori, Akindele, Gentile |
| Reynolds 3                        | Assist     | 5 Gentile, Mordente                                     |
| Simmons 10                        | Rimbalzi   | 7 Akindele                                              |
| Piero Bucchi                      | Allenatori | Stefano Sacripanti                                      |

| Arbitri: | Paolo Taurino (Vignola) Emanuele Aronne (Viterbo) Massimiliano Duranti (Càscina) |

|                                                       |            |                                         |
| T. Johnson 17 R. Robinson 11 T. Raspino, J. Mavunga 8 | Punti      | 25 J. Gibson 23 J. Viggiano 13 K. Ndoja |
| J. Mavunga 2                                          | Assist     | 6 S. Reynolds                           |
| J. Mavunga 5                                          | Rimbalzi   | 7 K. Ndoja                              |
| Massimo Cancellieri                                   | Allenatori | Piero Bucchi                            |

| Arbitri: | Enrico Sabetta (Termoli) Carmelo Paternicò (Piazza Armerina) Guido Federico Di Francesco (Termoli) |

|                                            |            |                                    |
| J. Viggiano 27 J. Gibson 21 A. Robinson 19 | Punti      | 30 P. Goss 16 B. Jones 13 G. Lawal |
| S. Reynolds 5                              | Assist     | 3 L. Datome                        |
| C. Simmons 7                               | Rimbalzi   | 8 G. Lawal, O. Czyż                |
| Piero Bucchi                               | Allenatori | Marco Calvani                      |

| Arbitri: | Luigi Lamonica (Roseto degli Abruzzi) Carmelo Lo Guzzo (Pisa) Alessandro Martolini (Roma) |

|                                         |            |                                            |
| K. Hasbrouck 26 G. Poeta 15 S. Smith 10 | Punti      | 25 J. Viggiano 17 J. Gibson 15 A. Robinson |
| G. Poeta, R. Moraschini 3               | Assist     | 8 S. Reynolds                              |
| S. Smith 11                             | Rimbalzi   | 8 A. Robinson                              |
| Alex Finelli                            | Allenatori | Piero Bucchi                               |

| Arbitri: | Giampaolo Cicoria (Milano) Paolo Quacci (Albuzzano) Manuel Mazzoni (Grosseto) |

|                                            |            |                                           |
| J. Gibson 22 A. Robinson 18 S. Reynolds 14 | Punti      | 14 I. Mpourousīs 12 M. Green 12 G. Basile |
| S. Reynolds 5                              | Assist     | 4 M. Green                                |
| C. Simmons 10                              | Rimbalzi   | 5 I. Mpourousīs                           |
| Piero Bucchi                               | Allenatori | Sergio Scariolo                           |

##### Girone di ritorno
| Arbitri: | Dino Seghetti (Livorno) Gianluca Sardella (Rimini) Lorenzo Baldini (Firenze) |

|                                                     |            |                                           |
| B. Dunston 15 A. De Nicolao 14 E. Rush, M. Green 13 | Punti      | 18 A. Robinson 16 J. Gibson 9 M. Formenti |
| M. Green 8                                          | Assist     | 5 J. Gibson                               |
| A. Polonara 10                                      | Rimbalzi   | 7 C. Simmons                              |
| Frank Vitucci                                       | Allenatori | Piero Bucchi                              |

| Arbitri: | Luigi Lamonica (Roseto degli Abruzzi) Luca Weidmann (Campobasso) Gabriele Bettini (Bologna) |

|                                           |            |                                        |
| A. Robinson23 S. Reynolds 21 J. Gibson 21 | Punti      | 27 B. Brown 17 M. Janning 15 K. Kangur |
| S. Reynolds 8                             | Assist     | 3 B. Brown                             |
| C. Simmons 10                             | Rimbalzi   | 7 B. Eze                               |
| Piero Bucchi                              | Allenatori | Luca Banchi                            |

| Arbitri: | Giampaolo Cicoria (Milano) Alessandro Vicino (Argelato) Gianluca Calbucci (Pomezia) |

|                                        |            |                                           |
| J. Jackson 19 B. Chase 16 L. Harris 15 | Punti      | 25 J. Gibson 15 C. Simmons 13 J. Viggiano |
| L. Vitali 8                            | Assist     | 3 J. Gibson                               |
| A. Stipanović 11                       | Rimbalzi   | 11 C. Simmons                             |
| Luigi Gresta                           | Allenatori | Piero Bucchi                              |

| Arbitri: | Guerrino Cerebuch (Trieste) Marco Giansanti (Roma) Davide Ramilli (Forlì) |

|                              |            |                             |
| Gibson 29 Simmons 11 Ndoja 8 | Punti      | 14 Tabu 13 Aradori 10 Cusin |
| Reynolds 7                   | Assist     | 4 Leunen                    |
| Viggiano, Gibson, Grant 6    | Rimbalzi   | 7 M. Leunen                 |
| Piero Bucchi                 | Allenatori | Andrea Trinchieri           |

| Arbitri: | Dino Seghetti (Livorno) Emanuele Aronne (Viterbo) Denny Borgioni (Roma) |

|                                |            |                                  |
| Szewczyk 19 Clark 15 Bowers 12 | Punti      | 14 Reynolds 13 Simmons 13 Gibson |
| Clark 5                        | Assist     | 4 Fultz                          |
| Bowers 12                      | Rimbalzi   | 9 Simmons                        |
| Andrea Mazzon                  | Allenatori | Piero Bucchi                     |

| Arbitri: | Giampaolo Cicoria (Milano) Massimiliano Filippini (San Lazzaro) Mauro Pozzana (Udine) |

|                                                     |            |                                                      |
| C. Simmons 16 A. Robinson 12 J. Gibson, J. Grant 12 | Punti      | 29 T. Diener 24 D. Diener 10 M. Ignerski, M. Vanuzzo |
| S. Reynolds 10                                      | Assist     | 4 T. Diener                                          |
| J. Viggiano, A. Robinson, J. Gibson, J. Grant 6     | Rimbalzi   | 9 D. Diener, M. Vanuzzo                              |
| Piero Bucchi                                        | Allenatori | Meo Sacchetti                                        |

| Arbitri: | Guerrino Cerebuch (Trieste) Tolga Sahin (Messina) Manuel Mazzoni (Grosseto) |

|                                              |            |                                         |
| D. Cavaliero 24 R. Stipčević 22 T. Kinsey 18 | Punti      | 17 A. Robinson 16 J. Gibson 14 K. Ndoja |
| A. Barbour 6                                 | Assist     | 4 S. Reynolds                           |
| A. Crosariol 7                               | Rimbalzi   | 10 A. Robinson                          |
| Zare Markovski                               | Allenatori | Piero Bucchi                            |

| Arbitri: | Carmelo Paternicò (Piazza Armerina) Saverio Lanzarini (Bologna) Guido Federico Di Francesco (Teramo) |

|                                            |            |                                          |
| T. Slay 15 D. Cinciarini 14 F. Di Bella 14 | Punti      | 19 K. Ndoja 17 J. Viggiano 14 C. Simmons |
| F. Di Bella 8                              | Assist     | 6 S. Reynolds                            |
| F. Di Bella 10                             | Rimbalzi   | 6 C. Simmons                             |
| Charlie Recalcati                          | Allenatori | Piero Bucchi                             |

| Arbitri: | Paolo Taurino (Vignola) Paolo Quacci (Albuzzano) Massimiliano Duranti (Càscina) |

|                                                        |            |                                         |
| J. Gibson 28 S. Reynolds 13 A. Robinson, C. Simmons 12 | Punti      | 24 T. Dean 14 J. Richardson 13 B. Brown |
| S. Reynolds 6                                          | Assist     | 6 V. Spinelli                           |
| A. Robinson 14                                         | Rimbalzi   | 8 N. Dragović                           |
| Piero Bucchi                                           | Allenatori | Cesare Pancotto                         |

| Arbitri: | Carmelo Lo Guzzo (Pisa) Gianluca Mattioli (Pesaro) Luca Weidmann (Campobasso) |

|                                                     |            |                                       |
| S. Reynolds 22 J. Gibson 12 A. Robinson, K. Ndoja 9 | Punti      | 24 T. Bell 17 D. Taylor 14 G. Brunner |
| J. Gibson 2                                         | Assist     | 4 D. Taylor                           |
| A. Robinson 10                                      | Rimbalzi   | 11 G. Brunner                         |
| Piero Bucchi                                        | Allenatori | Massimiliano Menetti                  |

| Arbitri: | Giampaolo Cicoria (Milano) Marco Giansanti (Roma) Davide Ramilli (Forlì) |

|                                             |            |                                        |
| S. Gentile 20 A. Michelori 18 S. Jelovac 16 | Punti      | 13 C. Simmons 12 R. Fultz 11 J. Gibson |
| S. Gentile 3                                | Assist     | 4 S. Reynolds                          |
| A. Michelori 13                             | Rimbalzi   | 12 C. Simmons                          |
| Stefano Sacripanti                          | Allenatori | Piero Bucchi                           |

| Arbitri: | Carmelo Paternicò (Piazza Armerina) Gianluca Mattioli (Pesaro) Mark Bartoli (Trieste) |

|                                           |            |                                          |
| J. Gibson 25 C. Simmons 17 S. Reynolds 15 | Punti      | 26 T. Johnson 23 K. Pinkney 19 M. Laganà |
| S. Reynolds 7                             | Assist     | 5 T. Johnson                             |
| C. Simmons 11                             | Rimbalzi   | 6 G. Jurak, K. Pinkney                   |
| Piero Bucchi                              | Allenatori | Massimo Cancellieri                      |

| Arbitri: | Carmelo Lo Guzzo (Pisa) Roberto Chiari (Ponzano Veneto) Maurizio Biggi (Cavenago di Brianza) |

|                                         |            |                                            |
| G. Lawal 19 L. Datome 18 L. D'Ercole 14 | Punti      | 22 J. Gibson 13 J. Viggiano 13 A. Robinson |
| J. Taylor 7                             | Assist     | 8 S. Reynolds                              |
| G. Lawal 10                             | Rimbalzi   | 8 C. Simmons                               |
| Marco Calvani                           | Allenatori | Piero Bucchi                               |

| Arbitri: | Paolo Taurino (Vignola) Dino Seghetti (Livorno) Gianluca Calbucci (Pomezia) |

|                                              |            |                                          |
| A. Robinson 22 S. Reynolds 15 J. Viggiano 13 | Punti      | 34 J. Pullen 17 V. Gaddefors 11 M. Rocca |
| S. Reynolds 5                                | Assist     | 4 G. Poeta                               |
| C. Simmons 7                                 | Rimbalzi   | 8 M. Rocca                               |
| Piero Bucchi                                 | Allenatori | Luca Bechi                               |

| Arbitri: | Roberto Begnis (Crema) Tolga Sahin (Messina) Evangelista Caiazza (Arzano) |

|                                            |            |                                              |
| A. Gentile 18 N. Melli 15 I. Mpourousīs 12 | Punti      | 25 S. Reynolds 19 A. Robinson 17 J. Viggiano |
| A. Gentile 10                              | Assist     | 8 S. Reynolds                                |
| N. Melli 8                                 | Rimbalzi   | 7 J. Grant                                   |
| Sergio Scariolo                            | Allenatori | Piero Bucchi                                 |

### Coppa Italia
Grazie al settimo posto in classifica ottenuto al termine del girone d'andata il Basket Brindisi ha ottenuto il diritto a partecipare alle Final Eight di Coppa Italia che si è tenuta dal 7 al 10 febbraio al Mediolanum Forum di Assago e che ha visto la vittoria per la quinta volta consecutiva della Mens Sana Siena.
| Arbitri: | Paolo Taurino (Vignola) Carmelo Lo Guzzo (Pisa) Alessandro Martolini (Roma) |

| |            | |
| D. Diener 36 B. Thornton 25 T. Easley 15                                                                                                | Punti      | 26 J. Gibson 18 C. Simmons 15 J. Viggiano                                                                       |
| T. Diener 12 | Assist     | 9 S. Reynolds                                                                                                   |
| T. Easley 10 | Rimbalzi   | 10 A. Robinson, C. Simmons                                                                                      |
| 10 Thornton· 12 T. Diener· 14 Sacchetti· 16 D. Diener· 43 Easley 8 Devecchi· 11 Ignerski· 15 Spissu· 18 Vanuzzo· 21 Pinton· 24 DiLiegro | Formazioni | 4 Viggiano· 6 Robinson· 7 Reynolds· 14 Simmons· 22 Gibson 9 Formenti· 12 Fultz· 16 Porfido· 19 Zerini· 45 Grant |
| M. Sacchetti | Allenatori | Piero Bucchi |

## Statistiche

### Statistiche di squadra
| Competizione      | Punti | In casa | In casa | In casa | In casa | In casa | In trasferta | In trasferta | In trasferta | In trasferta | In trasferta | Totale | Totale | Totale | Totale | Totale | Totale |
| Competizione      | Punti | G       | V       | P       | Ptf     | Pts     | G            | V            | P            | Ptf          | Pts          | G      | V      | P      | Ptf    | Pts    | Diff.  |
| ----------------- | ----- | ------- | ------- | ------- | ------- | ------- | ------------ | ------------ | ------------ | ------------ | ------------ | ------ | ------ | ------ | ------ | ------ | ------ |
| Serie A           | 22    | 15      | 7       | 8       | 1245    | 1236    | 15           | 4            | 11           | 1196         | 1247         | 30     | 11     | 19     | 2441   | 2483   | -42    |
| Coppa Italia 2013 | 0     | 0       | 0       | 0       | 0       | 0       | 1            | 0            | 1            | 96           | 98           | 1      | 0      | 1      | 96     | 98     | -2     |
| Totale            | 22    | 15      | 7       | 8       | 1245    | 1236    | 16           | 4            | 12           | 1292         | 1345         | 31     | 11     | 20     | 2537   | 2581   | -44    |

### Statistiche dei giocatori

#### In campionato
| Nome              | G  | Pun  | Min  | Falli | Falli | Tiri da 2 | Tiri da 2 | Tiri da 2 | Tiri da 3 | Tiri da 3 | Tiri da 3 | Tiri Liberi | Tiri Liberi | Tiri Liberi | Rimbalzi | Rimbalzi | Rimbalzi | Stop | Stop | Palle | Palle | Ass  | Val  | Media Punti | Media Val. |
| Nome              | G  | Pun  | Min  | C     | S     | R         | T         | %         | R         | T         | %         | R           | T           | %           | O        | D        | T        | D    | S    | P     | R     | Ass  | Val  | Media Punti | Media Val. |
| ----------------- | -- | ---- | ---- | ----- | ----- | --------- | --------- | --------- | --------- | --------- | --------- | ----------- | ----------- | ----------- | -------- | -------- | -------- | ---- | ---- | ----- | ----- | ---- | ---- | ----------- | ---------- |
| Jonathan Gibson   | 30 | 552  | 884  | 93    | 143   | 122       | 225       | 54.2      | 67        | 198       | 33.8      | 107         | 133         | 80.5        | 19       | 62       | 81       | 0    | 8    | 92    | 43    | 59   | 425  | 18.4        | 14.16      |
| Antywane Robinson | 30 | 386  | 886  | 64    | 57    | 151       | 277       | 54,5      | 16        | 52        | 30.8      | 36          | 51          | 70.6        | 34       | 139      | 173      | 21   | 3    | 49    | 35    | 44   | 423  | 12.9        | 14.1       |
| Scottie Reynolds  | 30 | 352  | 944  | 61    | 110   | 90        | 158       | 57,0      | 38        | 92        | 41,3      | 58          | 76          | 76,3        | 17       | 84       | 101      | 4    | 12   | 119   | 59    | 161  | 455  | 11.7        | 15.2       |
| Jeff Viggiano     | 27 | 296  | 648  | 69    | 40    | 75        | 121       | 62,0      | 39        | 118       | 33.1      | 29          | 40          | 72.5        | 22       | 60       | 82       | 10   | 6    | 38    | 30    | 30   | 239  | 10.9        | 8.6        |
| Cedric Simmons    | 30 | 282  | 700  | 85    | 74    | 115       | 189       | 60.8      | 0         | 2         | 0.0       | 52          | 76          | 68.4        | 58       | 139      | 197      | 38   | 6    | 51    | 27    | 14   | 390  | 9.4         | 13.0       |
| Klaudio Ndoja     | 27 | 175  | 472  | 50    | 46    | 19        | 49        | 38,8      | 36        | 79        | 45.6      | 29          | 41          | 70.7        | 22       | 44       | 66       | 4    | 2    | 28    | 18    | 17   | 161  | 6.5         | 6.0        |
| Jerai Grant       | 30 | 135  | 370  | 65    | 45    | 52        | 80        | 65.0      | 0         | 0         | 0.0       | 31          | 50          | 62.0        | 57       | 45       | 102      | 17   | 6    | 18    | 21    | 5    | 189  | 4.5         | 6.3        |
| Robert Fultz      | 29 | 111  | 506  | 43    | 37    | 26        | 58        | 44.8      | 13        | 59        | 22.0      | 20          | 38          | 52.6        | 5        | 30       | 35       | 1    | 2    | 59    | 20    | 51   | 55   | 3.8         | 1.9        |
| Matteo Formenti   | 26 | 94   | 336  | 48    | 11    | 16        | 30        | 53.3      | 19        | 48        | 39.6      | 5           | 7           | 71.4        | 1        | 22       | 23       | 0    | 0    | 19    | 9     | 13   | 38   | 3.6         | 1.5        |
| Andrea Zerini     | 26 | 58   | 270  | 44    | 7     | 13        | 22        | 59.1      | 10        | 33        | 30.3      | 2           | 3           | 66.7        | 14       | 24       | 38       | 9    | 5    | 18    | 5     | 7    | 24   | 2.2         | 0.9        |
| Mirza Alibegović  | 2  | 0    | 9    | 1     | 0     | 0         | 0         | 0.0       | 0         | 2         | 0.0       | 0           | 0           | 0.0         | 0        | 2        | 2        | 0    | 0    | 1     | 0     | 0    | -2   | 0.0         | -1         |
| squadra           | 0  | 0    | 0    | 4     | 0     | 0         | 0         | 0.0       | 0         | 0         | 0.0       | 0           | 0           | 0.0         | 27       | 73       | 100      | 0    | 0    | 12    | 0     | 0    | 84   | 0           | 0          |
| TOTALE            | 30 | 2441 | 6025 | 627   | 570   | 679       | 1209      | 56.2      | 238       | 683       | 34.8      | 369         | 515         | 71.7        | 276      | 724      | 1000     | 104  | 50   | 504   | 267   | 401  | 2481 | 81.4        | 82.7       |
| MEDIE             |    |      |      | 20.9  | 19.0  | 22.6      | 40.3      | 56.2      | 7.9       | 22.8      | 34.8      | 12.3        | 17.2        | 71.7        | 9.2      | 24.1     | 33.3     | 3.5  | 1.7  | 16.8  | 8.9   | 13.4 |      |             |            |

#### In coppa Italia
| Nome              | G | Pun | Min | Falli | Falli | Tiri da 2 | Tiri da 2 | Tiri da 2 | Tiri da 3 | Tiri da 3 | Tiri da 3 | Tiri Liberi | Tiri Liberi | Tiri Liberi | Rimbalzi | Rimbalzi | Rimbalzi | Stop | Stop | Palle | Palle | Ass | Val | Media Punti | Media Val. |
| Nome              | G | Pun | Min | C     | S     | R         | T         | %         | R         | T         | %         | R           | T           | %           | O        | D        | T        | D    | S    | P     | R     | Ass | Val | Media Punti | Media Val. |
| ----------------- | - | --- | --- | ----- | ----- | --------- | --------- | --------- | --------- | --------- | --------- | ----------- | ----------- | ----------- | -------- | -------- | -------- | ---- | ---- | ----- | ----- | --- | --- | ----------- | ---------- |
| Jonathan Gibson   | 1 | 26  | 38  | 4     | 6     | 5         | 17        | 29.4      | 3         | 8         | 37.5      | 7           | 8           | 87.5        | 2        | 4        | 6        | 0    | 3    | 1     | 1     | 4   | 17  | 26          | 17         |
| Cedric Simmons    | 1 | 18  | 36  | 4     | 3     | 8         | 9         | 88.9      | 0         | 0         | 0.0       | 2           | 3           | 66.6        | 1        | 9        | 10       | 6    | 0    | 4     | 0     | 2   | 29  | 18          | 29         |
| Jeff Viggiano     | 1 | 15  | 31  | 5     | 3     | 4         | 4         | 100,0     | 1         | 3         | 33.3      | 4           | 7           | 57.1        | 0        | 4        | 4        | 0    | 0    | 2     | 0     | 4   | 14  | 15          | 14         |
| Antywane Robinson | 1 | 12  | 28  | 1     | 4     | 5         | 12        | 41,7      | 0         | 1         | 0.0       | 2           | 2           | 100.0       | 3        | 7        | 10       | 1    | 0    | 1     | 1     | 1   | 19  | 12          | 19         |
| Robert Fultz      | 1 | 7   | 21  | 1     | 2     | 0         | 2         | 0.0       | 2         | 3         | 66.6      | 1           | 2           | 50.0        | 0        | 2        | 2        | 0    | 0    | 1     | 0     | 3   | 8   | 7           | 8          |
| Matteo Formenti   | 1 | 6   | 11  | 1     | 0     | 0         | 0         | 0.0       | 2         | 3         | 66.6      | 0           | 0           | 0.0         | 0        | 3        | 3        | 0    | 0    | 0     | 0     | 0   | 7   | 6           | 7          |
| Scottie Reynolds  | 1 | 5   | 34  | 3     | 3     | 1         | 4         | 25,0      | 0         | 1         | 0,0       | 3           | 4           | 75,0        | 1        | 3        | 4        | 0    | 0    | 4     | 0     | 9   | 9   | 5           | 9          |
| Andrea Zerini     | 1 | 5   | 23  | 3     | 0     | 1         | 1         | 100.0     | 1         | 5         | 20.0      | 0           | 0           | 0.0         | 1        | 5        | 6        | 0    | 0    | 0     | 0     | 1   | 5   | 5           | 5          |
| Jerai Grant       | 1 | 2   | 3   | 2     | 0     | 1         | 1         | 100.0     | 0         | 0         | 0.0       | 0           | 0           | 0.0         | 0        | 0        | 0        | 0    | 0    | 1     | 0     | 0   | -1  | 2           | -1         |
| squadra           | 0 | 0   | 0   | 0     | 0     | 0         | 0         | 0.0       | 0         | 0         | 0.0       | 0           | 0           | 0.0         | 0        | 2        | 2        | 0    | 0    | 0     | 0     | 0   | 2   | 0           | 2          |
| TOTALE            | 1 | 96  | 225 | 24    | 21    | 25        | 50        | 50.0      | 9         | 24        | 37.5      | 19          | 26          | 73.1        | 8        | 39       | 47       | 7    | 3    | 14    | 2     | 24  | 109 | 96          | 109        |